# Tereswa (Fluss)
Die Tereswa (ukrainisch Тересва, slowakisch Teresva, ungarisch Tarac) ist ein Fluss in der Westukraine in der Oblast Transkarpatien im Einzugsgebiet der Theiß.
Der nach der österreichischen Kaiserin Maria Theresia benannte Fluss entsteht nördlich des Ortes Ust-Tschorna im Rajon Tjatschiw in den Waldkarpaten durch den Zusammenfluss der Mokrjanka und der Brusturjanka, fließt dann durch das Tereswatal (selten deutsch Theresiental) in südliche Richtung vorbei an Dubowe bis zum Ort Tereswa, wo er südwestlich in die Theiß mündet.
Die Gesamtlänge des Flusses beträgt 56 Kilometer, das gesamte Wassereinzugsgebiet beträgt 1225 km².
Im 18. Jahrhundert siedelten sich im Tal der Tereswa, besonders um Königsfeld (heute Ust-Tschorna) Karpatendeutsche an.